# Beania australis
Beania australis är en mossdjursart som beskrevs av Busk 1852. Beania australis ingår i släktet Beania och familjen Beaniidae. Inga underarter finns listade i Catalogue of Life.